# Филипп де Ланнуа-Себур
Филипп де Ланнуа (фр. Philippe de Lannoy); 1467 — 14 октября 1535, Замок Ланнуа), виконт де Себур — государственный деятель Габсбургских Нидерландов.

## Биография
Сын Филипп де Ланнуа, сеньора де Виллерваль, Сант, Троншьен и Вааньи, и Маргерит Антуанетты де Шатийон, дамы де Дампьер, Сомпюи и Ролланкур, внук знаменитого путешественника и дипломата Жильбера де Ланнуа.
Сеньор де Сант, Троншьен и Вааньи, барон де Ролланкур. Советник и камергер императора Карла V. В 1522 году сменил своего родственника Шарля де Ланнуа на посту капитана Турне и губернатора Турне и Турнези. В 1524 или 1525 году также сменил Филиппа де Бофора на посту великого бальи Турне и Турнези.
В конце 1531 года император прибыл в Турне, где Филипп де Ланнуа и магистрат устроили торжественную встречу и поднесли императору ключи от города. В декабре в кафедральном соборе Турне Карл провел двадцатый капитул ордена Золотого руна; среди вновь принятых рыцарей был и Филипп де Ланнуа.
Будучи губернатором, почти все время проводил в своей городской резиденции. Около 1534 года по причине нездоровья отказался от должности, передав ее своему зятю Жану д'Онньи, сеньору де Ватину, что было одобрено императором.
Удалился в свой замок Ланнуа, где и скончался в 1535 году. Погребен в приходской церкви Ланнуа посреди хоров, вместе с женой и сыном. Эпитафия приведена в 
Histoire de la ville et cite' de Tournai.

## Семья
Жена (13.01.1485): Бонна де Ланнуа (ум. 22.04.1543), дама де Ланнуа и де Себур, дочь Жана III де Ланнуа и Жанны де Линь-Барбансон
Дети:
- Юг де Ланнуа (ок. 1486—21.04.1528), сеньор де Троншьен, Ролланкур и Сант. Жена (1512): Мари де Бушу (ум. 13.07.1563), дама де Булер и Бевервед, дочь Даниеля де Бушу, сеньора де Булер, и Марии де Люксембург (вторым браком вышла за Хендрика ван Хорна). Единственным ребёнком от этого брака была дочь Франсуаза (1513—1562), дама де Ланнуа, Ролланкур, Булер, Сант и Троншьен, жена Максимилиана ван Эгмонта, графа ван Бюрена
- Жанна де Ланнуа (р. ок. 1488), дама де Себур. Муж (24.02.1523): Хендрик IV ван Виттем (ум. 6.08.1554), барон ван Бутерсхем
- Маргерит де Ланнуа (ум. 1490—14.01.1572 или 1561). Муж: Жан д'Онньи (ум. 14.09.1545), сеньор де Ватин
- Катрин де Ланнуа (ок. 1493—31.12.1569), аббатиса в Л'Оливе